# Чудесное
Чуде́сное — категория эстетики, изображение сверхъестественного в искусстве.

## История
В «Поэтике» Аристотеля чудесное (θαυμαστόν):
- больше подходит для эпопеи, чем для трагедии
- чудесное приятно само по себе
- главная причина чудесного — немыслимое (ἄλογον).

Эти положения развиваются в последующих поэтиках и эстетиках до начала 19-го века. Кант высмеивает чудесное; для Гегеля чудесное — «ребяческая машинерия». В 20-м веке интерес к чудесному возрождается в антропологии (Пьер Мабий) и в литературоведении (Цветан Тодоров).